# Pachynoa interrupta
Pachynoa interrupta là một loài bướm đêm trong họ Crambidae.